# Valentina Nappi

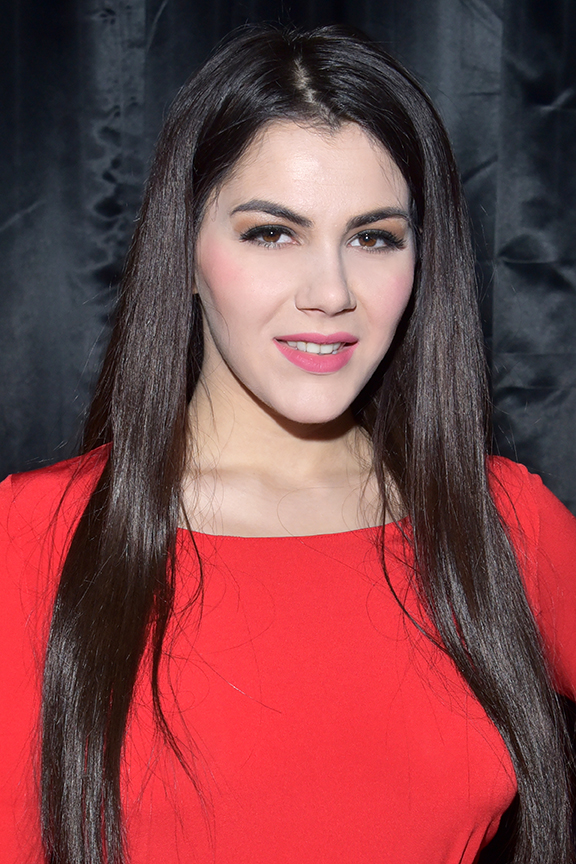
Valentina Nappi bei den 34. AVN Awards (2017)

Valentina Nappi (* 6. November 1990 in Scafati) ist eine italienische Pornodarstellerin.

## Leben
Nappi ist seit 2011 in der Pornofilmbranche aktiv. Sie hat einen Abschluss der Kunsthochschule in Salerno und war Playmate des Monats Oktober 2010 in der italienischen Ausgabe des Playboy-Magazins. 2018 erschien der Dokumentarfilm Io sono Valentina Nappi.
2014 bis 2017 schrieb Nappi als gesellschaftspolitische Kolumnistin für die italienische Zeitschrift für Philosophie und Kultur MicroMega.
2018 hielt Nappi in Bari einen TEDx Talk über "Pornographie und öffentlicher Raum".
Nappis Kanal auf Twitch hat 144 Tausend Followers (Februar 2024). Vorwiegend ist sie in der Kategorie Just Chatting aktiv, einem Format, das die Interaktion mit ihren Zuschauern in den Fokus rückt. Darüber hinaus nimmt sie auch an Videospielübertragungen teil und präsentiert Cosplays.
2024 spielte Nappi eine Film-Hauptrolle (als sich selbst) in der romantischen Komödie Hauptsache Sexy.

## Filmografie (Auswahl)
- 2013: Big Wet Breasts 1
- 2015, 2016: DP Me 3 & 4
- 2016: Interracial Icon 3
- 2017: La prisonnière
- 2018: Black & White 11
- 2018: Hand Solo: A DP XXX Parody
- 2020, 2024: Blacked Raw V35, V81
- 2024: Hauptsache Sexy (Pensati sexy)

## Auszeichnungen und Nominierungen

### Auszeichnungen
- 2013: XCritic Editor’s Choice Award – Special Recognition
- 2016: AVN Award – Best Three-Way Sex Scene: Girl/Girl/Boy, in Anikka’s Anal Sluts (zusammen mit Anikka Albrite & Mick Blue)[8]
- 2017: XBIZ Award – Foreign Female Performer of the Year[9]
- 2017: AVN Award – Transsexual Sex Scene, in Girl/Boy 2 (zusammen mit Buck Angel)[10]
- 2018: XBIZ Europa Award – International Crossover Star[11]
- 2018: XCritic Award – Foreign Female Performer of the Year
- 2019: XCritic Award – Foreign Female Performer of the Year
- 2019: XRCO Award – Unsung Siren[12]
- 2020: XCritic Award – Foreign Female Performer of the Year
- 2025: AVN Award – Most Outrageous Sex Scene, in Trentebeard[13]

### Nominierungen
- 2013: XBIZ Award – Best Foreign Performer[14]
- 2013: AVN Award – Best Female Foreign Performer[15]
- 2013: AVN Award – Best Three-Way Sex Scene – G/G/B[15]
- 2013: AVN Award – fan voting – Most Promising New Starlet[16]
- 2013: AVN Award – fan voting – Best Boobs[17]
- 2014: AVN Award – Best Three-Way Sex Scene: G/G/B
- 2014: AVN Award – Female Foreign Performer of the Year
- 2015: AVN Award – Best Double Penetration Sex Scene
- 2016: AVN Award – Best Double Penetration Sex Scene
- 2016: AVN Award – Best Group Sex Scene
- 2016: AVN Award – Best Three-Way Sex Scene – B/B/G
- 2016: XBIZ Award – Best Scene – Gonzo Release
- 2016: XBIZ Award – Foreign Female Performer of the Year
- 2017: AVN Award – Best Sex Scene in a Foreign-Shot Production
- 2017: AVN Award – Best Three-Way Sex Scene – B/B/G
- 2017: Transgender Erotica Award – Best Transman Scene
- 2018: AVN Award – Best All-Girl Group Sex Scene
- 2018: AVN Award – Best Group Sex Scene
- 2018: AVN Award – Best Three-Way Sex Scene: G/G/B
- 2018: XBIZ Award – Foreign Female Performer of the Year
- 2019: AVN Award – Best Foreign-Shot Group Sex Scene
- 2019: AVN Award – Best Group Sex Scene
- 2019: AVN Award – Best Solo/Tease Performance
- 2019: XBIZ Award – Best Actress – Comedy Release
- 2019: XBIZ Award – Foreign Female Performer of the Year
- 2019: XBIZ Europa Awards – Best Actress
- 2019: XBIZ Europa Awards – Female Clip Artist of the Year
- 2019: XBIZ Europa Awards – Female Performer of the Year
- 2019: XBIZ Europa Awards – International Crossover Star
- 2020: XBIZ Award – Best Sex Scene
- 2020: XBIZ Award – Foreign Female Performer of the Year
- 2020: AVN Award – Best Blowbang Scene
- 2020: AVN Award – Best Foreign-Shot Group Sex Scene
- 2020: XBIZ Europa Awards – Best Sex Scene
- 2020: XBIZ Europa Awards – Female Performer of the Year
- 2020: XRCO Award – Unsung Siren of the Year
- 2021: XBIZ Europa Awards – Female Performer of the Year
- 2021: XCritic Award – Foreign Female Performer of the Year